# JAZF1
JAZF1‏ (JAZF zinc finger 1) هوَ بروتين يُشَفر بواسطة جين JAZF1 في الإنسان.